# 白水碗
白水碗（英語：Pak Shui Wun）是一個位於香港西貢區清水灣大埔仔村，是鄰近香港科技大學的海灣。

## 白水碗瀑布
白水碗瀑布，又名白水碗瀑布，位於海拔約102米，長達約45米，是香港高低落差最大的瀑布。